# Džajalalitha Džajarámová
Džajalalitha Džajarámová (24. února 1948, Melukote, Karnátaka – 5. prosince 2016, Čennaí) byla populární indická politička, členka regionální Všeindické Annáduraiovy drávidské pokrokové federace (AIADMK) a také bývalá premiérka jihoindického svazového státu Tamilnádu. Mnohdy byla anglickojazyčnými médii dokonce označována (např. The Guardian, Hindustan Times) jako Železná Lady Tamilnádu (anglicky Iron Lady of Tamil Nadu).

## Životopis
Narodila se jako dcera právníka, který zemřel, když byly Džajalalithě pouhé dva roky. Přála si býti odmalička právničkou, prosadila se avšak jako filmová herečka, na televizní obrazovce se objevila ve více než 120 filmech. Jako politička byla svými stoupenci označována za Ammu (tj. matku), či Puratči Thalajvi (tj. revoluční vůdkyni). Za svého života ale čelila po dobu 18 let, tj. od obvinění v roce 1996 až do vynesení rozsudku soudu v Bengalúru v roce 2014, závažnému podezření z korupce.
Zemřela ve věku 68 let na srdeční zástavu v nemocnici v Tamilnádu. Po její smrti byl v Tamilnádu vyhlášen sedmidenní smutek.

## Galerie

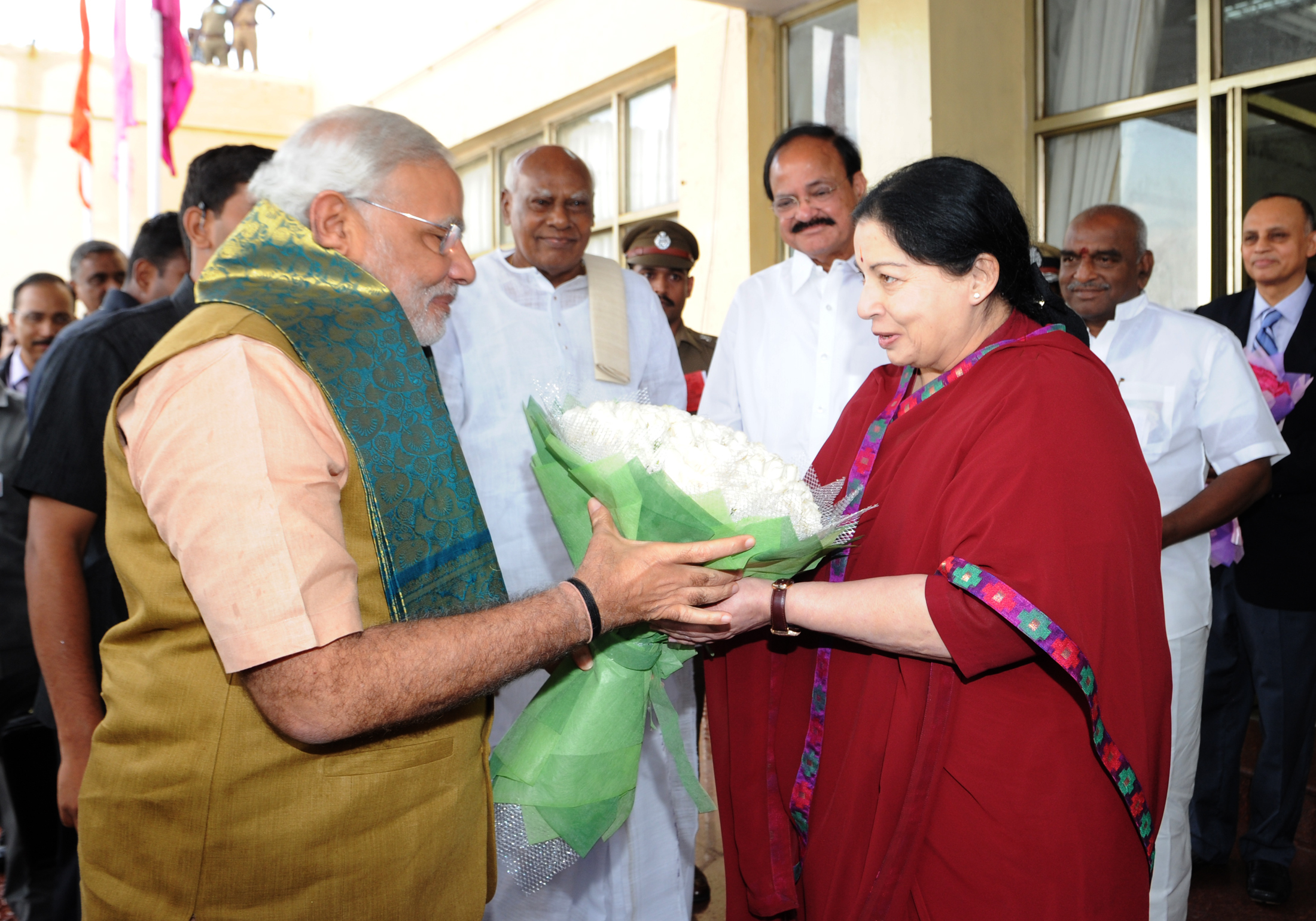
Naréndra Módí a Džajalalitha Džajarámová
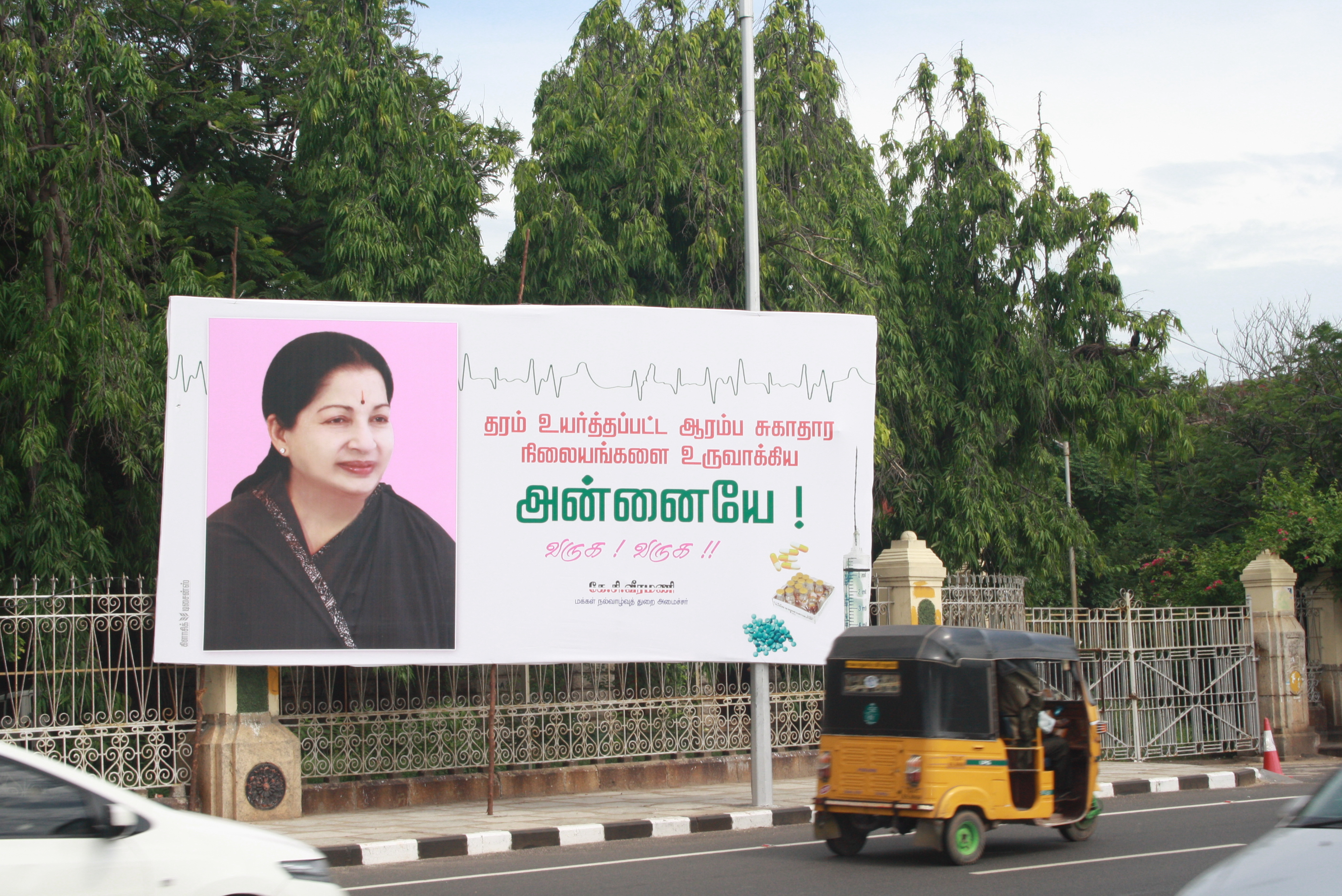
Džajalalitha Džajarámová